# 무축삭 세포

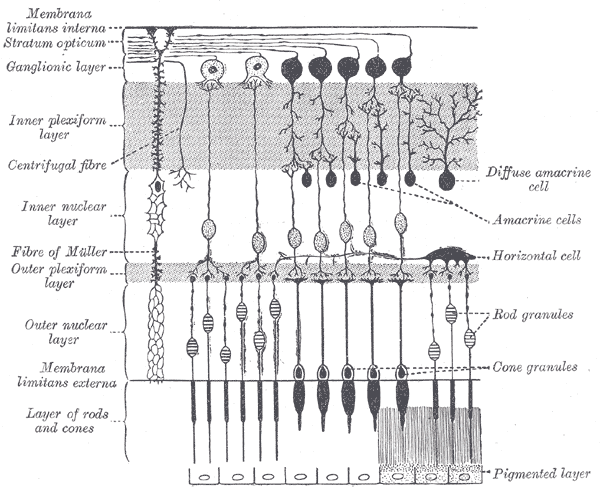
Plan of retinal neurons.

눈의 해부학에서 무축삭 세포(amacrine cell)는 망막의 개재뉴런이다. 그들은 짧은 신경 돌기(neurite) 때문에 그리스어로 a('~가 아닌'), makr('긴'), in('섬유')로 명명되었다. 무축삭 세포는 억제 뉴런이며 수지상 가지를 속얼기층(inner plexiform layer, IPL, 내망상층)에 투사하고 망막 신경절 세포 및 양극성 세포 또는 이들 모두와 상호 작용한다.

## 같이 보기
- 두극세포
- 옵신
- 수평 세포
- 속핵층(inner nuclear layer)